# Sula guano
Sula guano är en utdöd fågel i familjen sulor inom ordningen sulfåglar. Den beskrevs 1955 utifrån fossila lämningar från miocen funna i Florida, USA.